# Spilosoma dalbergiae
Spilosoma dalbergiae là một loài bướm đêm thuộc phân họ Arctiinae, họ Erebidae.